# سیارک ۸۷۲۸
سیارک ۸۷۲۸ (به انگلیسی: 8728 Mimatsu، نامگذاری:1996VF9) هشت هزار و هفتصد و بیست و هشتمین سیارک کشف شده‌است که در ۷ نوامبر ۱۹۹۶ کشف شد.
قدر مطلق سیارک برابر ۱۴٫۴۰ است.